# Octomeria reitzii
Octomeria reitzii là một loài thực vật có hoa trong họ Lan. Loài này được Pabst mô tả khoa học đầu tiên năm 1956.